# ピークトラム

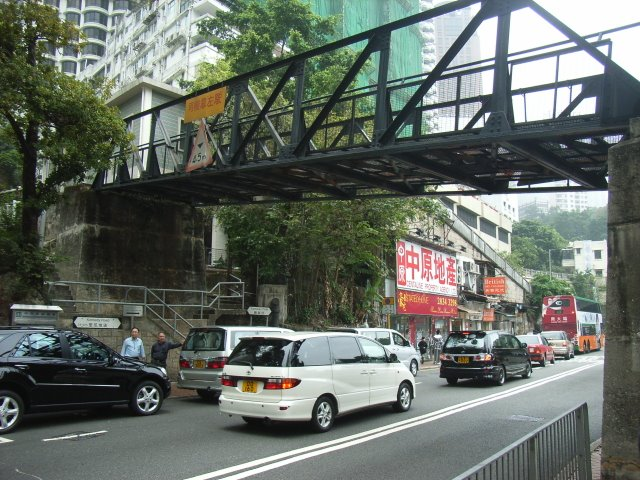
堅尼地道に架かる鉄橋

ピークトラム（山頂纜車、さんちょうらんしゃ）は香港において運行されている鋼索式鉄道（ケーブルカー）。

## 概要
香港島の中でも標高が高く、涼しい所に住む英国人のために造られたが、現在では夜景で知られるヴィクトリア・ピークへの観光鉄道となっている。
花園道駅～山頂駅の間、距離1.4km・標高差363mを約10分で結ぶ。全線が単線で地上を走る。山頂纜車有限公司が運営。
なお、一般的にケーブルカーは勾配区間を走るため車両が傾斜に合わせた平行四辺形状となり、室内は階段構造となるが、ピークトラムの場合は勾配が最小5度（約87パーミル）から最大27度（約509.5パーミル）と大幅に変動することから、一般鉄道の車両のような長方形状となり、上床も平坦である。ただし駅停車時の勾配に配慮して、通路は歩幅間隔で逆カマボコ状の凹面が連続する形状になっており、傾斜の異なる各駅での乗降時においても、乗客の踏面が確実に床面を捕らえられるよう配慮がなされている。途中駅の地点は、日本でよく見られる交走式ケーブルカーとは異なり、路線の中間の行き違い地点を軸に対称に設置されていないため、片方の車両が途中駅で乗降扱いをしているとき、もう片方の車両がホームがない駅間に停車することになる。
座席は山頂に向かって左側（山側）は2人掛、ヴィクトリアハーバーが眺望できる右側（海側）は3人掛の非対称構造となっている。窓上部が開口する構造となっており、空調は設置されていない。
香港の交通系ICカード「オクトパスカード」に対応している。
1926年以前の座席の等級は以下の通りであった。
- 一等：イギリス植民地政府の官員及び太平山住民
- 二等：イギリス軍人及び香港警務処職員
- 三等：その他

1921年に香港を訪問しピークトラムに乗車した日本の侯爵で生物学者の「虎狩りの殿様」徳川義親によると、一等切符には一人五千円の保険がついていたという（徳川義親「じゃがたら紀行」中公文庫、1980年刊、初出1925年）。

## 歴史
- 1888年5月30日 - 開業。
- 2008年5月30日 -  ピークトラム開業120周年紀念

## 運行形態
2022年8月27日現在、毎日7時30分から23時までの運行で、15 - 20分間隔で運行されている（一時間あたり3 - 4本）。
途中駅は原則全列車が通過する。これらの駅で乗降するにはエレベーターのような操作でが必要である。途中駅から乗車する場合、ホーム上に設置された呼び出しボタン（上下方向で別々に設置）を押し、途中駅で降車する場合は、車両の乗降口付近に設置された操作盤から降車駅のボタンを押す（5代目の車両のみ操作盤が非設置で、途中駅で降車するには車掌にあらかじめ口頭で申告する必要があった）。なお、混雑時には途中駅から乗車することは出来ず、その際は乗車不能の旨を示すランプが点灯し、呼出ボタンを押しても列車を止めることが出来ない（ただし降車は可）。また、ホームの有効長関係から、これらの駅での乗降は各方面とも進行方向一番前のドアから行う。

## 使用車両
6代目
2022年8月27日より運行。Garaventa, CWA and Frey製。5代目と同じく2両編成だが、車体は大型化され、編成の全長は先代の約1.8倍となる33.8メートルで、定員も210人と大幅に増加した。新たに山麓側を向く座席が22席設定され、下山時に座席での前面展望が可能となった。客室窓は側窓、天窓ともに拡大され、展望が向上した。なお冷房機器搭載による更なる車体の重量増加を抑えるため、それまでの車両に引き続き非冷房となった。
5代目
1989年8月5日から2021年6月27日まで運行されていた。
Von Roll Transport System Limited製のアルミ車体の2両編成で、編成の全長は17.8メートル、定員は120人。
4代目
1959年から1989年6月20日まで運行されていた。定員72人。Metal Sections(en:Voestalpine)製、

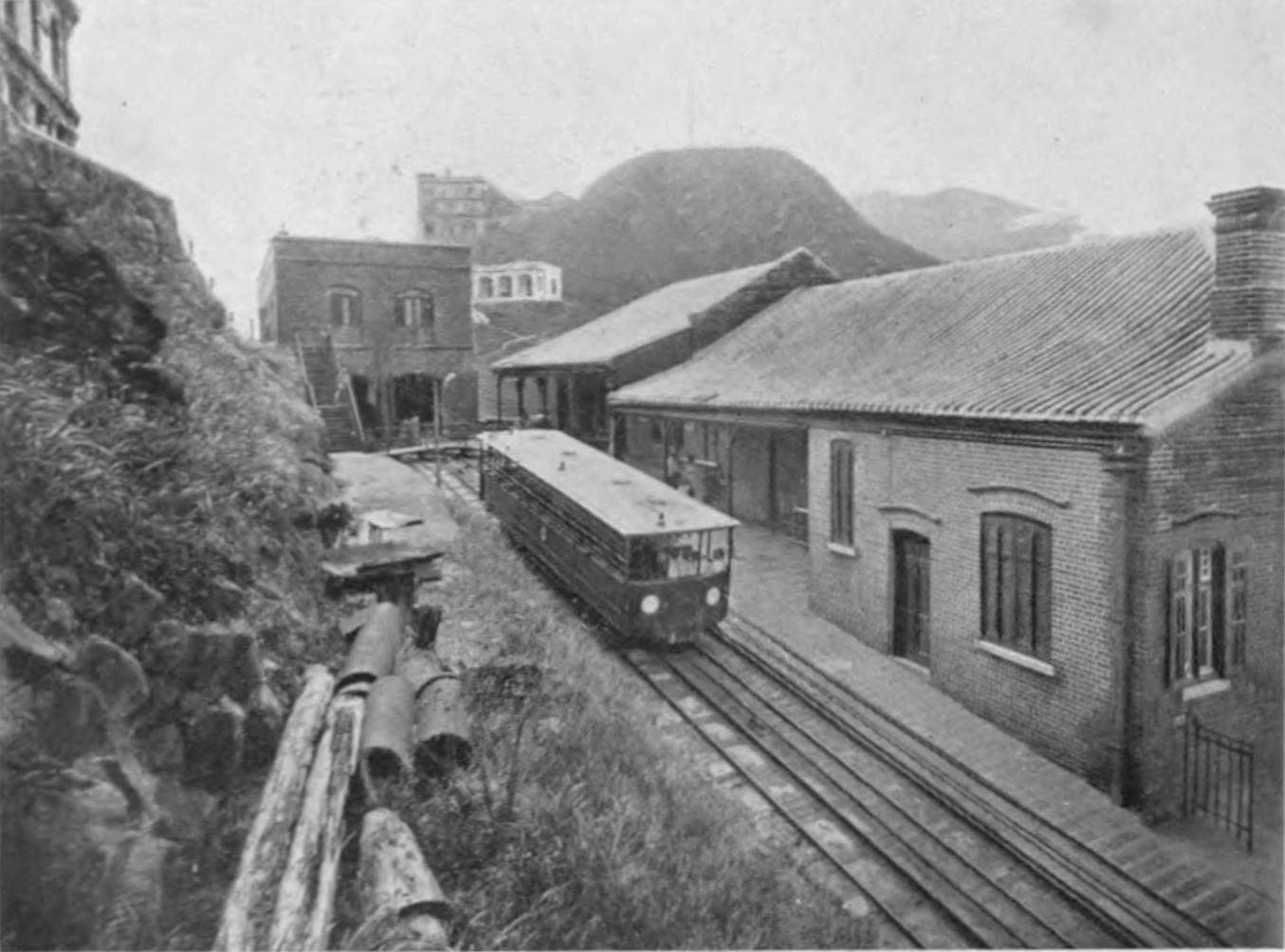
1代目
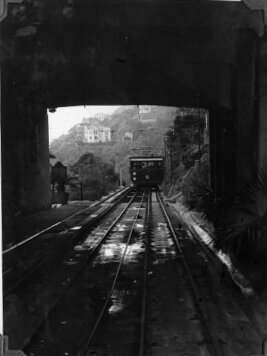
2代目
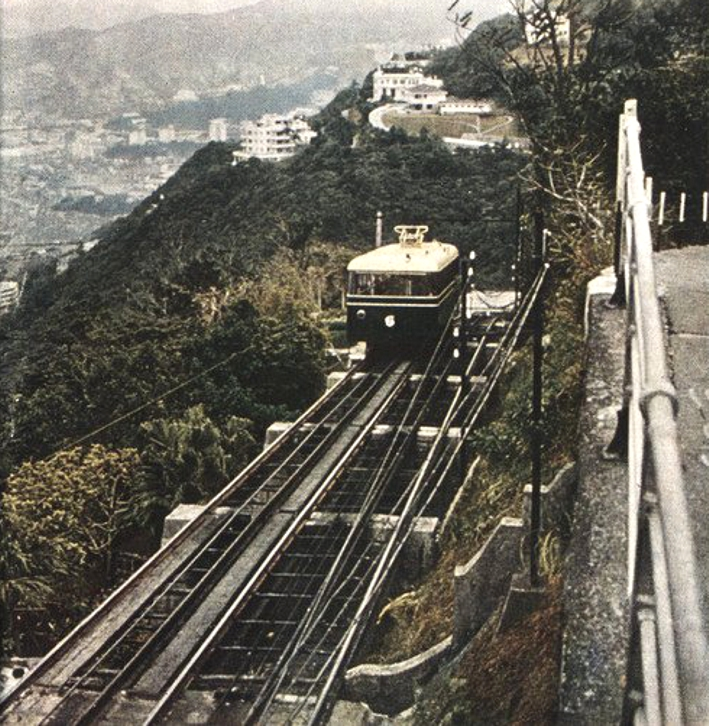
3代目
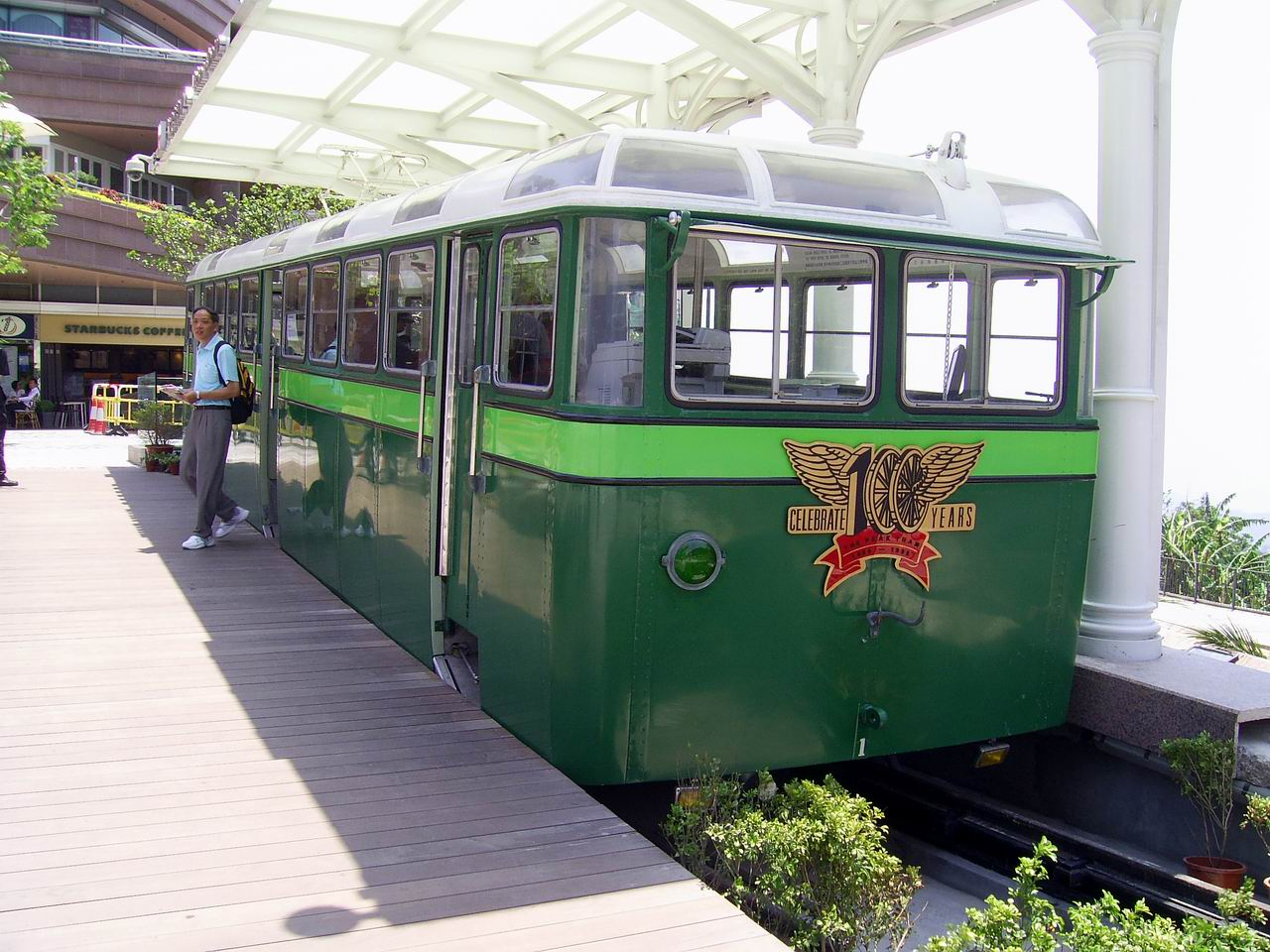
4代目 Metal Sections製車両
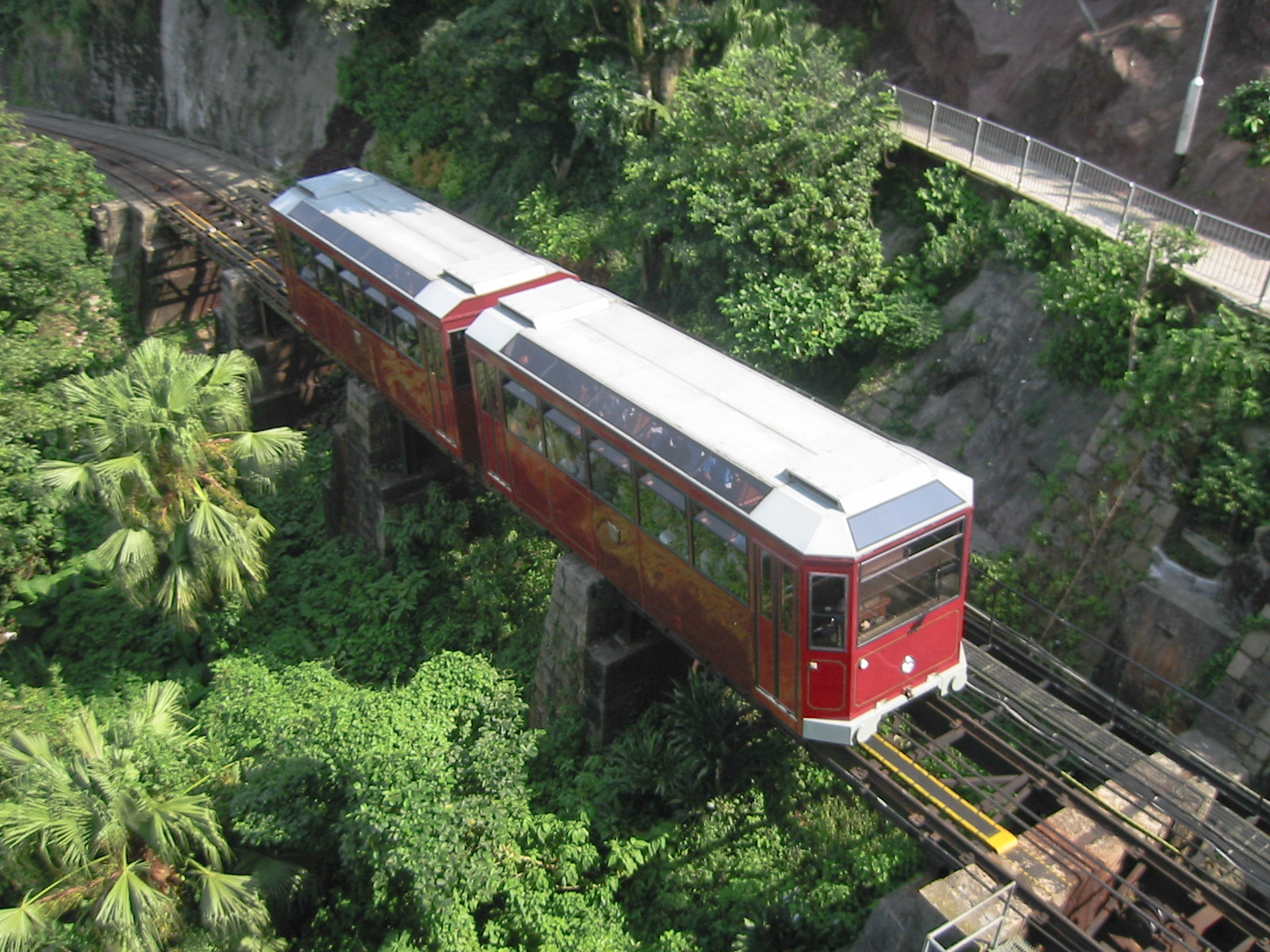
5代目 Von Roll Transport System Limited製
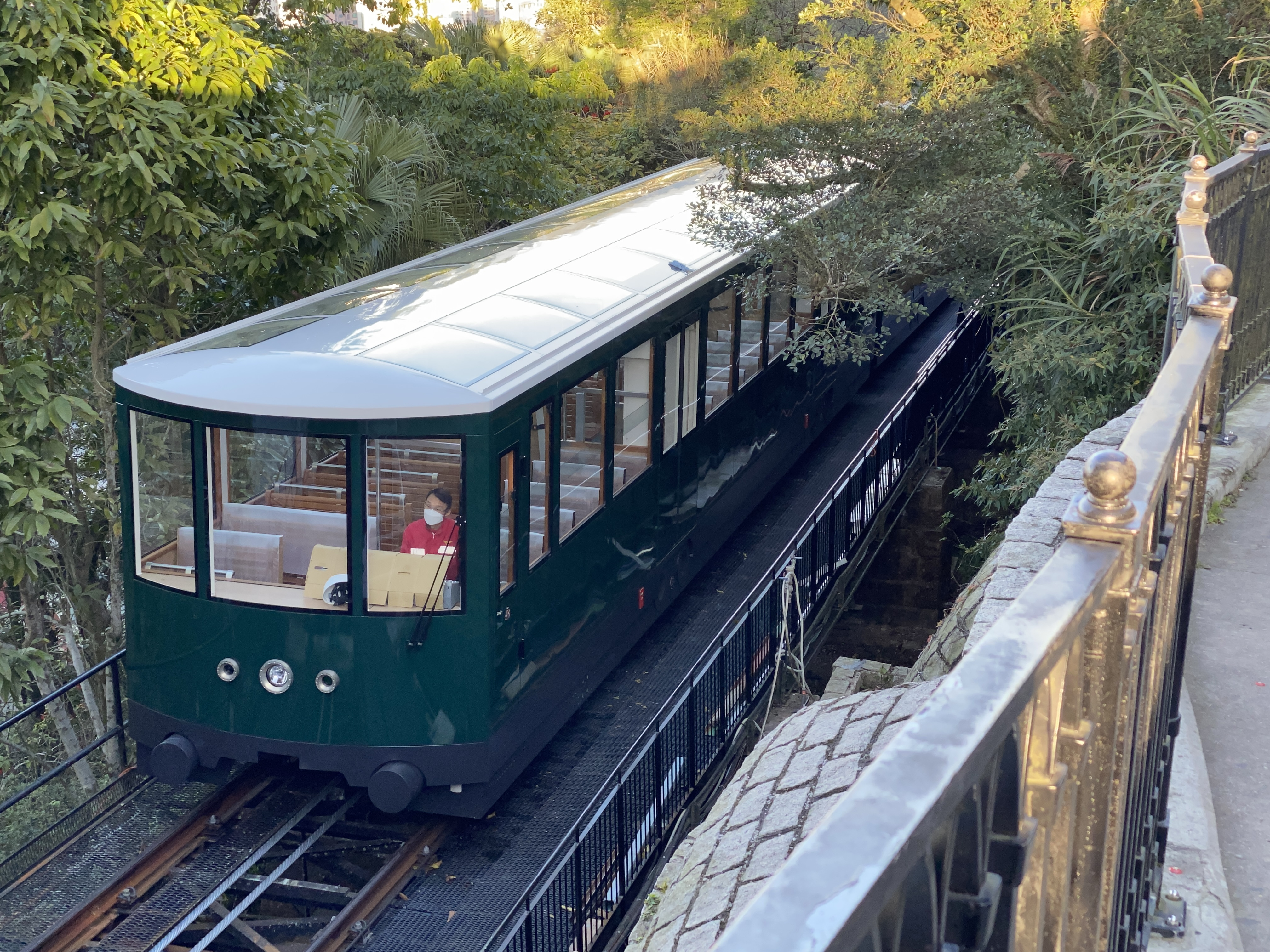
6代目

## 駅一覧
| 日本語駅名 | 繁体字香港語駅名 | 英語駅名          | 累計 キロ | 乗り換え                                   | 所在地 |
| ---------- | ---------------- | ----------------- | --------- | ------------------------------------------ | ------ |
| 中環総駅   | 中環總站         | Central Terminus  | 0.0       | ■港島線、■荃湾線 （中環駅または金鐘駅にて) | 中西区 |
| 堅尼地道駅 | 堅尼地道站       | Kennedy Road      |           |                                            | 中西区 |
| 麦当労道駅 | 麥當勞道站       | MacDonnell Road   |           |                                            | 中西区 |
| 梅道駅     | 梅道站           | May Road          |           |                                            | 中西区 |
| 白加道駅   | 白加道站         | Barker Road       |           |                                            | 中西区 |
| 山頂総駅   | 山頂總站         | The Peak Terminus | 1.278     |                                            | 中西区 |